# Prali
Prali (fino al 1937 Praly; Prali in piemontese; Praal in occitano) è un comune italiano di 256 abitanti della città metropolitana di Torino in Piemonte, situato a circa 72 chilometri a sud-ovest dal capoluogo.

## Geografia fisica
Si trova nell'alta valle Germanasca, secondaria della Val Chisone, al confine del parco regionale francese del Queyras: le località di Ghigo, Villa e Malzat sorgono in un'ampia conca pianeggiante, circondata da foreste di conifere e sovrastata dalla cerchia delle Alpi Cozie. È composto da molte minuscole borgate: Arnaudi, Balma, Bounous, Campo Clot, Crosetto, Cugno, Gardiola, Ghigo, Giordano, Indiritti, Lausarot, Malzat, Miandette, Orgiere, Pomeifrè, Pomieri, Ribba, Rimas, Rodoretto, Toré, Villa.

## Storia
Le prime tracce della sua esistenza sono dell'XI secolo, ma il primo documento ufficiale che ne attesti l'esistenza è del 1462.
Fin dall'inizio è documentata la presenza dei valdesi che nel 1533 vi celebrarono un Sinodo per confermare l'adesione alla Riforma protestante.
Nel 1556 fu costruito nella frazione di Ghigo un tempio per tutti i valdesi dell'alta val Germanasca.
Tra il 1630 e il 1655 fu colpita dalla peste e poi distrutta dalle truppe dei Savoia. Nel 1686 gli abitanti si arresero ai Francesi, che avevano già distrutto Angrogna e Torre Pellice. Il tempio valdese fu trasformato in chiesa cattolica.
I valdesi ritornarono dall'esilio di Ginevra nel 1689 (il cosiddetto Glorioso rimpatrio), ma il comune fu nuovamente occupato dai francesi. Passò poi ai Savoia, che cercarono di riportarvi il cattolicesimo: nel 1767 Carlo Emanuele III fece ricostruire una chiesa cattolica nella frazione Villa.
Fu poi occupato da Napoleone e nel 1815 passò definitivamente ai Savoia.
Nel 1870 inglobò il comune di Rodoretto, che si trova in un vallone laterale; nel 1882 cedette invece al comune di Salza la frazione Fontane, e nel 1895 la frazione Bessè al comune di Perrero. Nel 1937 il regime fascista italianizzò il suo nome da Praly a Prali.
Durante i XX Giochi olimpici invernali del 2006 ha ospitato gli allenamenti di sci alpino e sci di fondo.

### Simboli
Lo stemma e il gonfalone sono stati concessi con DPR del 29 novembre 1971.
Lo stemma è di campo di cielo, al bue pascente d'argento, attraversante su tre larici al naturale, nodriti sulla pianura erbosa di verde. Il gonfalone è un drappo partito di bianco e di azzurro.

## Società

### Evoluzione demografica
Negli ultimi cento anni, a partire dal 1921, la popolazione residente è diminuita del 75 %.
Abitanti censiti

## Arte e cultura

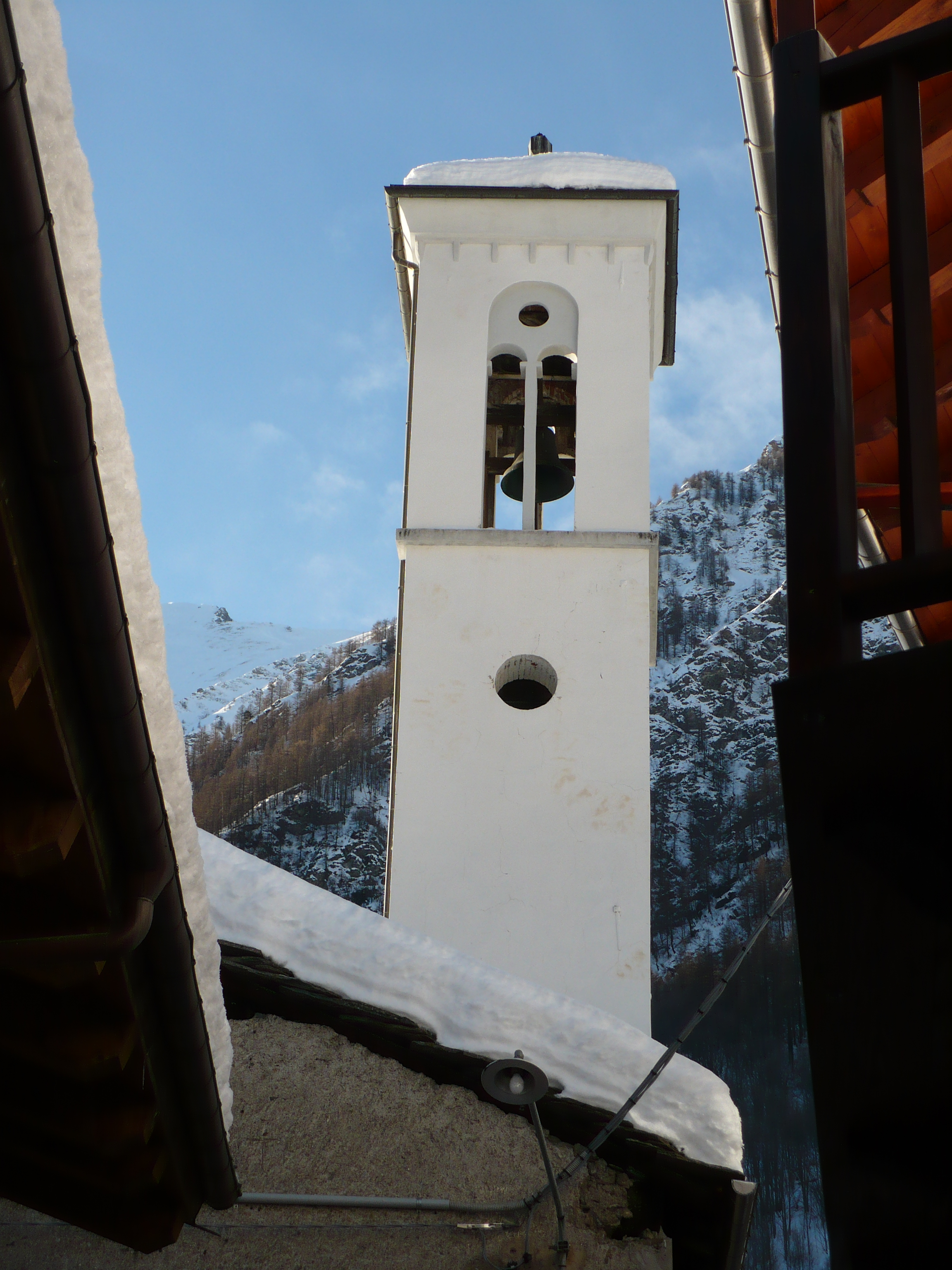
Campanile del tempio valdese che ospita il museo.

La chiesa parrocchiale di San Giovanni Battista, a Villa, eretta nel 1462, fu rimaneggiata a più riprese.
All'interno del Tempio valdese in frazione Ghigo eretto nel 1556 si trova un museo storico che documenta le vicende della Val Germanasca dalla preistoria ai giorni nostri, ma soprattutto per gli aspetti religiosi.
Sempre in frazione Ghigo si trova il nuovo Tempio valdese costruito nel 1962 e progettato dall'ing. Dreher.
Lungo il corso del torrente Germanasca sono posizionati gli impianti sportivi: campi da bocce che d'inverno sono adibiti a patinoire, parco giochi attrezzato, campetto di calcio.
Adiacente al campetto, sul finire degli anni sessanta, su progetto del geom. Rol, è stata eretta la nuova chiesa cattolica, con innovativo interno a forma di teatro romano. Lavori avviati nel 1968 con la posa della prima pietra, presente il vescovo di Pinerolo monsignor S. Quadri; parroco all'epoca, don A. Avaro. Caratteristico il campanile staccato dal corpo principale ed eretto ad inizio anni settanta.

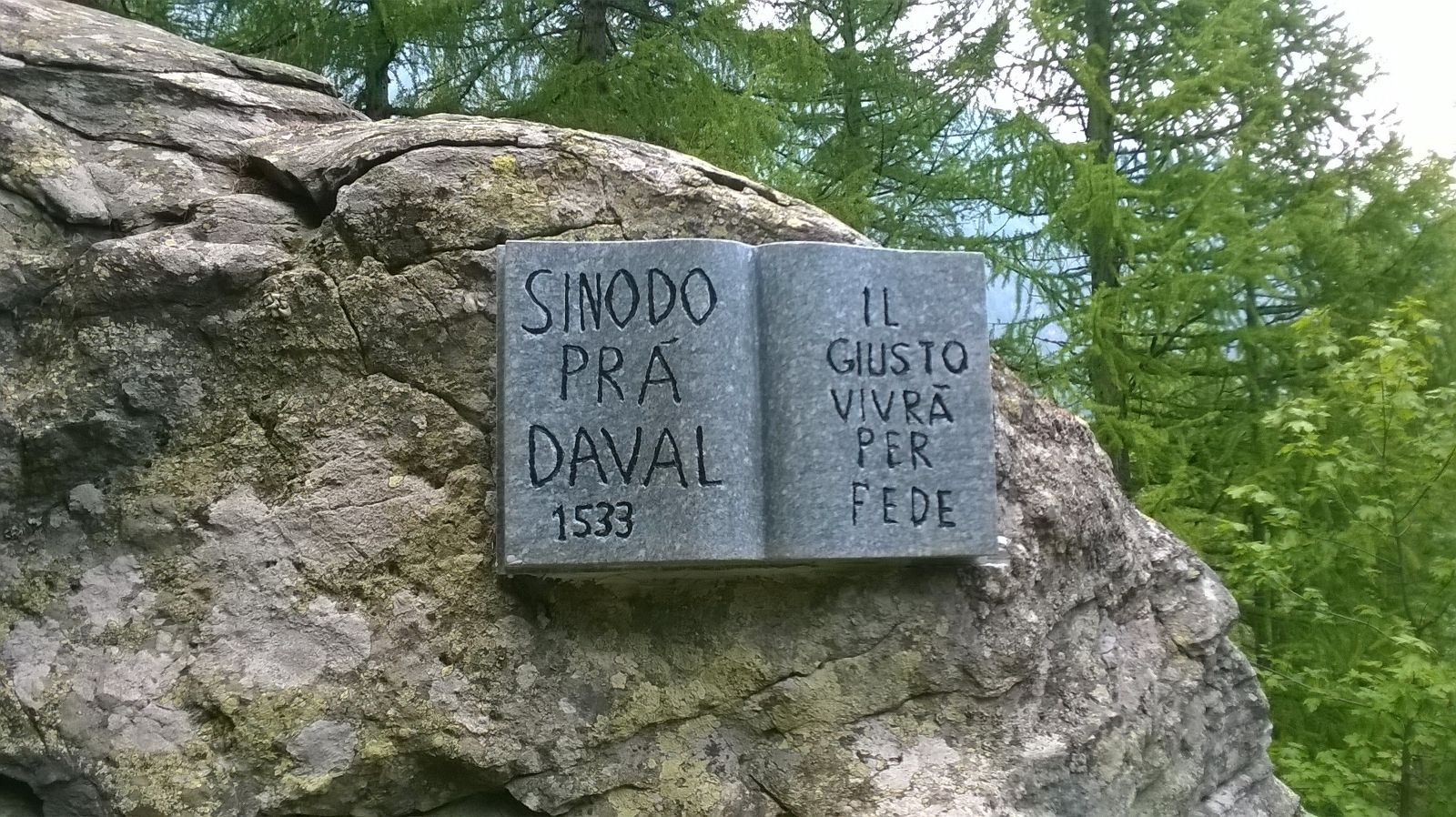
Il Pra daval, un monumento celebrativo posto nell'agosto 2013

A nordest di Ghigo, sulla strada per Indritti, è sorto tra il 1947 e il 1951, su iniziativa di Tullio Vinay, pastore valdese, e progetto di Leonardo Ricci, il villaggio di Agape (1530 m), ove ha sede un centro internazionale di studi e di soggiorno per giovani. L'opera, che fu costruita con il lavoro volontario di centinaia di giovani e il contributo di tutte le chiese evangeliche europee, rappresenta anche un esempio di architettura contemporanea che con l'uso di pietra e legno si inserisce con equilibrio nell'ambiente circostante.
Nella borgata di Rodoretto si trova un piccolo museo etnografico della montagna e un tempio valdese del 1845 progettato da Eugenio Gastaldi senza campanile.

## Economia

### Turismo
È punto di partenza per l'escursione all'Altopiano dei Tredici Laghi (2200–2600 m) e per le ascensioni alla Rocca Bianca (2383 m), al Cappello d'Envie (2618 m), alla Punta Cialancia (2855 m) e alla Punta Cornour (2867 m).
È presente nel territorio del comune il rifugio Lago Verde.
Il comprensorio sciistico si estende su 1100 metri di dislivello e comprende 5 impianti (1 skilift e 1 tapis-roulant in località Ghigo, 2 seggiovie e 1 skilift il località Malzat), due scuole nazionali di sci e una pista di fondo omologata. La località è nota agli amanti della neve e degli sport invernali per la vocazione al freeride ed al freestyle oltre che per la nevosità della località, che permette, grazie all'intraprendenza dei gestori della stazione, di sciare quasi ogni anno da fine novembre a maggio inoltrato.
Un tratto delle miniere di talco oggi in disuso è stato trasformato in museo e visita guidata, con il progetto "Scopriminiera".
L'economia di Prali, già abbastanza florida nel passato grazie ai giacimenti di talco e di marmo bianco, si è sviluppata molto con la valorizzazione turistica della zona, come soggiorno estivo e sede di sport invernali.

## Amministrazione

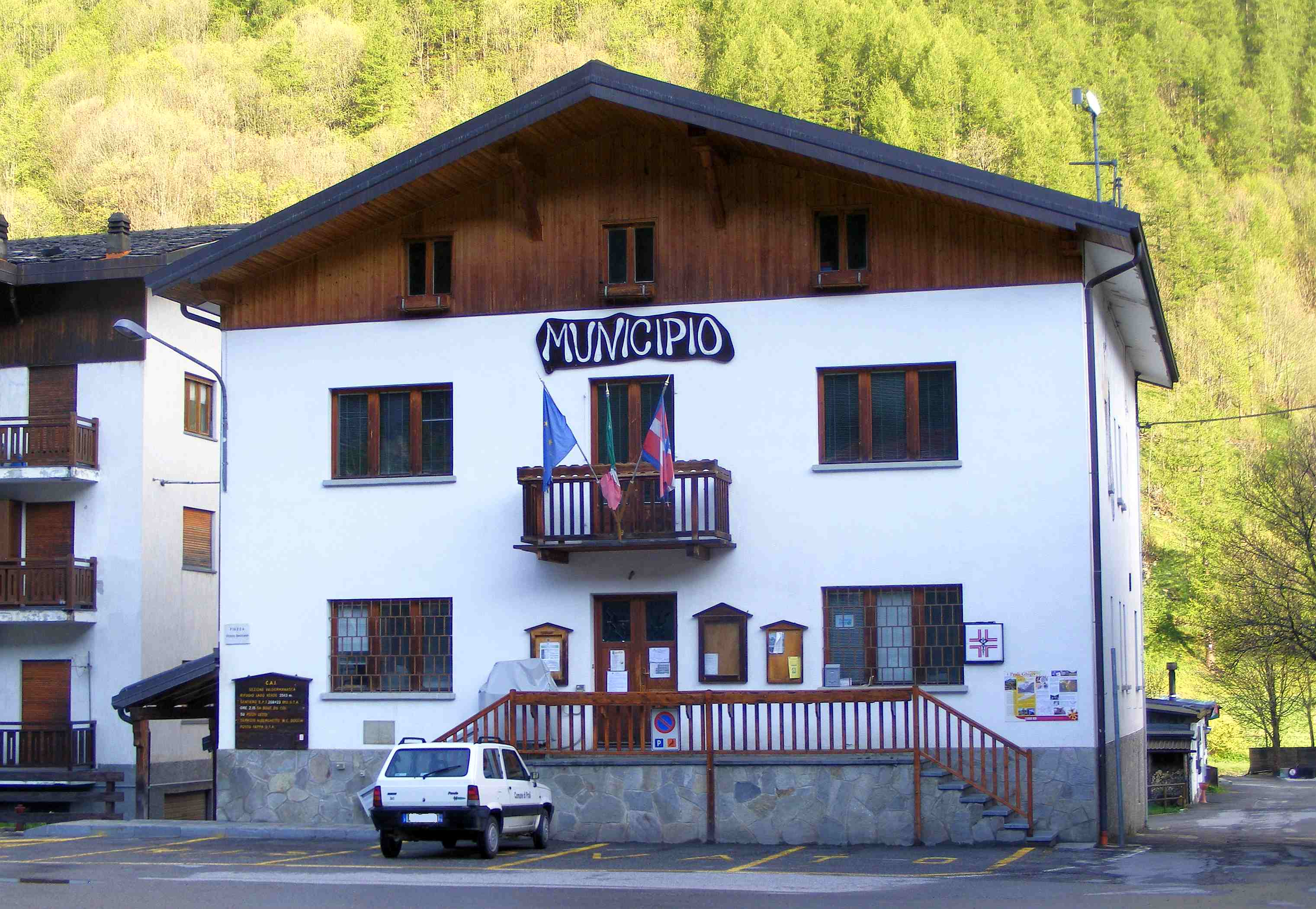
Il municipio

Di seguito è presentata una tabella relativa alle amministrazioni che si sono succedute in questo comune.
| Periodo        | Periodo        | Primo cittadino      | Partito                            | Carica  | Note  |
| -------------- | -------------- | -------------------- | ---------------------------------- | ------- | ----- |
| 20 giugno 1985 | 11 giugno 1990 | Franco Grill         | lista civica                       | Sindaco | [ 8 ] |
| 11 giugno 1990 | 24 aprile 1995 | Franco Grill         | Partito Socialista Italiano        | Sindaco | [ 8 ] |
| 24 aprile 1995 | 14 giugno 1999 | Franco Grill         | centro-sinistra                    | Sindaco | [ 8 ] |
| 14 giugno 1999 | 14 giugno 2004 | Franco Grill         | lista civica                       | Sindaco | [ 8 ] |
| 14 giugno 2004 | 8 giugno 2009  | Sandra Loredana Aglì | lista civica                       | Sindaco | [ 8 ] |
| 8 giugno 2009  | 26 maggio 2014 | Sandra Loredana Aglì | lista civica                       | Sindaco | [ 8 ] |
| 26 maggio 2014 | 27 maggio 2019 | Franco Grill         | lista civica Concretezza montanara | Sindaco | [ 8 ] |
| 27 maggio 2019 | in carica      | Andrea Domard        | lista civica Concretezza montanara | Sindaco | [ 8 ] |

### Altre informazioni amministrative
Il comune faceva parte della Comunità Montana Valli Chisone e Germanasca.

### Gemellaggi
- Abriès[9]